# Elathur
Elathur é uma panchayat (vila) no distrito de Erode , no estado indiano de Tamil Nadu.

## Demografia
Segundo o censo de 2001,  Elathur  tinha uma população de 7887 habitantes. Os indivíduos do sexo masculino constituem 50% da população e os do sexo feminino 50%. Elathur tem uma taxa de literacia de 46%, inferior à média nacional de 59.5%: a literacia no sexo masculino é de 58% e no sexo feminino é de 35%. Em Elathur, 9% da população está abaixo dos 6 anos de idade.